# 庄内空港緩衝緑地
庄内空港緩衝緑地（しょうないくうこうかんしょうりょくち）は、山形県酒田市にある公園。

## 概要
庄内空港の設置が決定し、地権者の同意書を取り付ける段階で空港建設反対運動が起こった。反対の主訴となったのが長年庄内の農地を守ってきた防風林、防砂林が伐採されることへの不満があった。しかし、反対グループに対する県と地元建設推進者らの懸命の説得と、設計の一部変更並びに砂丘農家に対する配慮が約束され、1988年6月に反対グループと知事、庄内開発協議会会長および地元市長らとの間で協定書が締結され、反対運動は解決にこぎ着けた。この際の協定に基づき本緑地は整備された。
「庄内空港緩衝緑地」整備事業は、公害防止事業団が事業の一切を行い、1989年度に着工し、1993年度に事業が完了した。総事業費は94億70百万円。
緑地はスポーツゾーン、キャンプゾーン、ヒーリングゾーンの3つのエリアから成り、空港一帯を囲うようにエリアが整備されている。

## 周辺
- イオンモール三川
- 菊勇
- 浜中海水浴場
- 湯野浜温泉（湯野浜海水浴場）
- 鶴岡市立加茂水族館